# Marck
Marck – miejscowość i gmina we Francji, w regionie Hauts-de-France, w departamencie Pas-de-Calais.
Według danych na rok 1990 gminę zamieszkiwało 9069 osób, a gęstość zaludnienia wynosiła 287 osób/km² (wśród 1549 gmin regionu Nord-Pas-de-Calais Marck plasuje się na 92. miejscu pod względem liczby ludności, natomiast pod względem powierzchni na miejscu 13.).